# Berliner MieterGemeinschaft
Die Berliner MieterGemeinschaft e. V. (BMG) ist eine 1952 gegründete Berliner Mieterorganisation. Sie ist eine Interessenvertretung im Bereich des Mietrechts (Mieter und Mietinteressenten) und hat ca. 30.000 Mitglieder.

## Geschichte
Die Organisation wurde am 17. März 1952 von Mietern des Wohnungsbauunternehmens GEHAG als „Mietergemeinschaft GEHAG e.V.“ gegründet. Sie benannte sich am 9. August 1958 in die heutige Bezeichnung um.
Von den 1960er bis in die 1980er Jahre engagierte sich die Gemeinschaft auch für die Hausbesetzerbewegung und die Mietpreisbindung. Gegen die Einführung des „Weißen Kreises“ im Jahr 1987, mit dem die Aufhebung der Mietpreisbindung bezeichnet wird, organisierte sie mit etwa 500.000 Unterschriften eine der größten Unterschriftensammlungen in der Geschichte West-Berlins.
Die BMG richtet sich gegen die Privatisierung der öffentlichen Güter, setzte sich für die Rückführung der Berliner Wasserbetriebe in staatliche Hand und für einen staatlich geförderten Neubau von Sozialwohnungen ein.
Im Gegensatz zum eher bürgerlichen Berliner Mieterverein ist die Berliner MieterGemeinschaft nicht Mitglied im Deutschen Mieterbund und seinen Landesverbänden.

## Beratung und Arbeit
Die BMG betreibt nach eigenen Angaben Beratungsstellen in den Stadtteilen Charlottenburg, Friedrichshain, Hellersdorf, Hohenschönhausen, Kreuzberg, Lichtenberg, Marzahn, Mitte, Neukölln, Pankow, Prenzlauer Berg, Reinickendorf, Schöneberg, Spandau, Steglitz, Tempelhof, Tiergarten, Wedding, Wilmersdorf und Zehlendorf.
Die Berliner MieterGemeinschaft erhält keine öffentlichen Zuschüsse oder sonstige staatliche Zuwendungen; sie finanziert sich ausschließlich aus Spenden und den Beiträgen ihrer Mitglieder.

## Publikation
Die BMG gibt das „MieterEcho“ als Print- und Onlinemedium heraus, welches Mitglieder und sonstige Leser zum Mietrecht speziell in Berlin informiert.